# Giovanni Battista Rospigliosi
Giovanni Battista Rospigliosi, I principe Rospigliosi e I duca di Zagarolo (Pistoia, 23 giugno 1646 – Roma, 21 luglio 1722), è stato un nobile italiano.

## Biografia
Figlio di Camillo Domenico di Girolamo Rospigliosi e di Lucrezia di Teodoro Cellesi, Giovanni Battista nacque a Pistoia il 23 giugno 1646. Suo zio paterno era papa Clemente IX. Giovanni Battista, ultimo di dodici figli tra maschi e femmine, si ritrovò però al fine l'unico erede a continuare la discendenza della casata in quanto tutti i maschi morirono tutti senza discendenza, mentre le sorelle sposarono esponenti delle nobili famiglie Banchieri e Panciatichi. Tra i suoi fratelli vi era l'ammiraglio Vincenzo Rospigliosi.
Intrapresa la carriera militare, si distinse nelle file degli imperiali al fianco del feldmaresciallo Raimondo Montecuccoli, ottenendo così dall'imperatore Leopoldo I del Sacro Romano Impero il titolo di principe del Sacro Romano Impero nel 1668. Grazie all'appoggio della forte posizione acquisita dalla propria famiglia presso la Santa Sede e complici le ricchezze ereditate dal padre e dalle cariche da questi ricoperte, oltre ai benefici ricevuti, fu in grado di raccogliere una somma sufficiente ad acquistare il feudo di Zagarolo in quello stesso anno.
Il 13 gennaio 1670 Giovanni Battista sposò Camilla (2 novembre 1645 - 6 settembre 1710), figlia del nobile genovese Stefano Pallavicini, principe di Gallicano, nota per la poca bellezza ma per la grande ricchezza di cui la sua famiglia disponeva e che divenne ancora più copiosa nel 1680, quando lo zio di Camilla, il cardinale Lazzaro Pallavicini, morì nominandola sua erede universale a patto che il suo secondogenito, Niccolò, unisse al proprio il cognome materno con relativo titolo principesco sul feudo di Gallicano, così da poter continuare la casata. 
Morì a Roma il 21 luglio 1722.

## Matrimonio e figli
Dalla moglie Camilla Pallavicini ebbe i seguenti figli:
- Maria Lucrezia (8 dicembre 1670 - 18 febbraio 1733), sposò il 24 ottobre 1700 Antonio Maria Salviati (1664 - 1704), duca di Giuliano
- Maria Candida (1672 - 10 febbraio 1737), nubile
- Clemente Domenico (1674 - 1752), II principe Rospigliosi, II duca di Zagarolo, sposò il 23 marzo 1713 Giustina Borromeo Arese (1691 - 1754)
- Niccolò (21 agosto 1677 - 26 novembre 1759)[2], assunse il cognome Rospigliosi-Pallavicini, principe di Gallicano, sposò il 6 luglio 1713 Vittoria (1699 - 1778), figlia di Emilio Altieri, II principe di Oriolo, e di Costanza Chigi; ma non ebbe eredi e gli succedette il nipote
- Maria Eleonora (5 settembre 1682 - 5 dicembre 1734)[3], sposò il 14 febbraio 1707 Augusto Chigi, II principe di Farnese

## Albero genealogico
|                                                       |   |                      | Genitori                     |  |  | Nonni |  |  | Bisnonni               |  |  | Trisnonni            |  |
|                                                       |   |                      |                              |  |  |       |  |  | Alessandro Rospigliosi |  |  | Girolamo Rospigliosi |  |
|                                                       |   |                      |                              |  |  |       |  |  | Alessandro Rospigliosi |  |  | Girolamo Rospigliosi |  |
|                                                       |   | Lena Montemagni      |                              |  |  |       |  |  | Alessandro Rospigliosi |  |  |                      |  |
| Girolamo Rospigliosi                                  |   |                      |                              |  |  |       |  |  | Alessandro Rospigliosi |  |  |                      |  |
|                                                       |   | Eleonora Sozzifanti  | Bartolomeo Sozzifanti        |  |  |       |  |  |                        |  |  |                      |  |
|                                                       |   | Eleonora Sozzifanti  | Bartolomeo Sozzifanti        |  |  |       |  |  |                        |  |  |                      |  |
|                                                       |   | Eleonora Sozzifanti  | …                            |  |  |       |  |  |                        |  |  |                      |  |
| Camillo Domenico Rospigliosi                          |   | Eleonora Sozzifanti  |                              |  |  |       |  |  |                        |  |  |                      |  |
|                                                       |   | Vincenzo Rospigliosi | Taddeo Rospigliosi           |  |  |       |  |  |                        |  |  |                      |  |
|                                                       |   | Vincenzo Rospigliosi | Taddeo Rospigliosi           |  |  |       |  |  |                        |  |  |                      |  |
|                                                       |   | Vincenzo Rospigliosi | Maddalena Panciatichi        |  |  |       |  |  |                        |  |  |                      |  |
| Maddalena Caterina Rospigliosi                        |   | Vincenzo Rospigliosi |                              |  |  |       |  |  |                        |  |  |                      |  |
|                                                       |   | Candida Panciatichi  | Francesco Donato Panciatichi |  |  |       |  |  |                        |  |  |                      |  |
|                                                       |   | Candida Panciatichi  | Francesco Donato Panciatichi |  |  |       |  |  |                        |  |  |                      |  |
|                                                       |   | Candida Panciatichi  | Alessandra Bracali           |  |  |       |  |  |                        |  |  |                      |  |
| Giovanni Battista Rospigliosi, I principe Rospigliosi |   | Candida Panciatichi  |                              |  |  |       |  |  |                        |  |  |                      |  |
|                                                       | … | …                    |                              |  |  |       |  |  |                        |  |  |                      |  |
|                                                       | … | …                    |                              |  |  |       |  |  |                        |  |  |                      |  |
|                                                       | … | …                    |                              |  |  |       |  |  |                        |  |  |                      |  |
| Teodoro Cellesi                                       | … |                      |                              |  |  |       |  |  |                        |  |  |                      |  |
|                                                       |   | …                    | …                            |  |  |       |  |  |                        |  |  |                      |  |
|                                                       |   | …                    | …                            |  |  |       |  |  |                        |  |  |                      |  |
|                                                       |   | …                    | …                            |  |  |       |  |  |                        |  |  |                      |  |
| Lucrezia Cellesi                                      |   | …                    |                              |  |  |       |  |  |                        |  |  |                      |  |
|                                                       |   | Paolo Vinta          | …                            |  |  |       |  |  |                        |  |  |                      |  |
|                                                       |   | Paolo Vinta          | …                            |  |  |       |  |  |                        |  |  |                      |  |
|                                                       |   | Paolo Vinta          | …                            |  |  |       |  |  |                        |  |  |                      |  |
| Caterina Vinta                                        |   | Paolo Vinta          |                              |  |  |       |  |  |                        |  |  |                      |  |
|                                                       |   | …                    | …                            |  |  |       |  |  |                        |  |  |                      |  |
|                                                       |   | …                    | …                            |  |  |       |  |  |                        |  |  |                      |  |
|                                                       |   | …                    | …                            |  |  |       |  |  |                        |  |  |                      |  |
|                                                       |   | …                    |                              |  |  |       |  |  |                        |  |  |                      |  |